# Expédition 23 (ISS)
Insigne de la mission
Équipage de l'expédition 23
Chronologie
Expédition 22 Expédition 24
L'Expédition 23  est le 23e roulement de l'équipage permanent de la Station spatiale internationale (ISS).
Cette expédition débute après le départ de 3 des membres de l'équipage de  l'Expédition 22 vers le 18 mars 2010 à bord de Soyouz TMA-16. L'équipage de l'expédition  est constitué initialement du russe Oleg Kotov de l'Agence spatiale fédérale russe RSA, du japonais Soichi Noguchi (JAXA) de l'américain Timothy Creamer (NASA). Ils sont rejoints vers le 4 avril  par Aleksandr Skvortsov (RSA), Mikhail Korniyenko (RSA) et Tracy Caldwell (NASA) à bord de Soyouz TMA-18. Le  commandant de l'expédition est  Oleg Kotov. Ce roulement s'achève avec le départ d'Oleg Kotov, de Soichi Noguchi  et de Timothy Creamer vers le 15 mai  à bord de Soyouz TMA-17.
L'expédition 23 doit être rejoint vers le 5 avril  par la mission STS-131 de la navette spatiale Discovery.

## Équipage
| Fonction           | Première Partie (mars 2010 à avril 2010) | Seconde Partie (avril 2010 à mai 2010)   |
| ------------------ | ---------------------------------------- | ---------------------------------------- |
| Commandant         | Oleg Kotov, RSA 2e vol spatial           | Oleg Kotov, RSA 2e vol spatial           |
| Ingénieur de vol 1 | Soichi Noguchi, JAXA 2e vol spatial      | Soichi Noguchi, JAXA 2e vol spatial      |
| Ingénieur de vol 2 | Timothy Creamer, NASA 1er vol spatial    | Timothy Creamer, NASA 1er vol spatial    |
| Ingénieur de vol 3 |                                          | Aleksandr Skvortsov, RSA 1er vol spatial |
| Ingénieur de vol 4 |                                          | Mikhaïl Kornienko, RSA 1er vol spatial   |
| Ingénieur de vol 5 |                                          | Tracy Caldwell, NASA 2e vol spatial      |

## Sorties extra-véhiculaires
Yurchikhin and Kornienko exécutent une sortie extravéhiculaire le 23 juillet 2010. Cette sortie extravéhiculaire visent à préparer le nouveau mini module de recherche Rassvet pour des opérations permanente dans l’espace. La première étape consiste à arrimer le module Rassvet au reste de la station et la seconde à  câbler un ensemble de caméras.